# (6406) 1992 MJ
(6406) 1992 MJ (1992 MJ, 1977 BB, 1978 GY4, 1979 YN6, 1991 CT2, 1991 DQ2, 1991 ET5, 1993 XV2) — астероїд головного поясу, відкритий 28 червня 1992 року.
Тіссеранів параметр щодо Юпітера — 3,575.